# Joseph-Henri Altès
Joseph-Henri Altès (18. januar 1826 i Rouen – 24. juli 1895 i Paris) var en fransk fløjtenist og komponist.
Altès, der blev født som søn af en soldat, begyndte at spille fløjte i en alder af 10 år og begyndte i 1840 sin uddannelse fra Conservatoire de Paris med Jean-Louis Tulou som underviser. I årene 1848 til 1872 var han førstefløjtenist ved Pariseroperaen. I 1868 blev han Louis Dorus' efterfølger som fløjteprofessor ved Conservatoire de Paris, hvor han forblev til 1893. Blandt hans elever var Georges Barrère og Paul Taffanel (hans efterfølger ved konservatoriet).
Altès skrev en fløjtelærebog (1880, Célèbre Méthode complète de Flûte) og efterlod omkring 40 kompositioner, heriblandt 6 solostykker.
Altès var venner med maleren Edgar Degas og blev i 1868 portrætteret af ham og er også afbilledet på hans oliemaleri Musiciens à l'orchestre (1868/69, i dag i Louvre).